# Christoffer Andersson
Pour les articles homonymes, voir Andersson.
Christoffer Andersson est un footballeur suédois, né le 22 octobre 1978 à Nybro en Suède. Il évolue comme milieu offensif.

## Sélection
- Suède : 24 sélections

Christoffer Andersson compte 24 sélections (13 comme titulaire) obtenues entre 2000 et 2006. Il est surtout présent en 2001, disputant 10 matchs dont 4 comme titulaire.
Par la suite, il est essentiellement convié lors des tournées hivernales effectuées tous les ans en janvier ou février par la Suède.
Il annonce sa retraite internationale en 2008, ayant un différend avec le sélectionneur en place, Lars Lagerback.

## Palmarès
Helsingborgs IF
- Champion de Suède (2) : 1999, 2011
- Vainqueur de la Coupe de Suède (2) : 1998, 2010
- Vainqueur de la Supercoupe de Suède (1) : 2011